# Omice
Omice – gmina w Czechach, w powiecie Brno, w kraju południowomorawskim. Według danych z dnia 1 stycznia 2013 liczyła 789 mieszkańców.
W miejscowości jest przystanek kolejowy Omice.